# Naga Viper

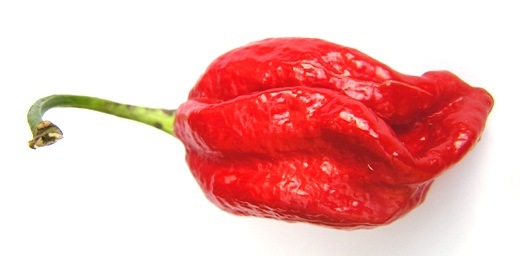
Un Naga Viper.

Le Naga Viper est un piment hybride créé au Royaume-Uni par un cultivateur de piment anglais, Gerald Fowler de la Chilli Pepper Company, en croisant deux des plus forts piments du monde, le Naga Jolokia et l’hybride de Trinidad,.
Le 3 décembre 2010, le piment Naga Viper a été certifié comme étant le piment le plus fort du monde par Warwick HRI et il est alors enregistré dans le Livre Guinness des records,.
Sur l’échelle de Scoville, le Naga Viper atteint 1 359 000 unités de Scoville, soit 300 000 unités de plus que le précédent record, détenu par le piment Naga Jolokia. Ce qui veut dire qu’il faut diluer ce piment dans 1 359 000 fois son volume d’eau sucrée pour ne plus ressentir son goût piquant.
Il convient de noter qu’une équipe du programme de la BBC Gardeners World a estimé la force du piment Naga Dorset à 1,6 million unités de Scoville. Ce niveau a été testé par Warwick HRI. Cependant, ce record n’a pas été validé pour le moment[Quand ?].
Mais le record officiel est détenu depuis 2017 par le Pepper X.  
Le fabricant explique au Daily Mail que son piment donne une sensation de « douleur pure ». Les effets peuvent durer jusqu'à une heure. Durant ce laps de temps, « vous n’avez envie de parler à personne ni de faire quoi que ce soit ». Le Naga Viper est vendu en sauce par la Chili Pepper Company.